# Megachile sumichrasti
Megachile sumichrasti är en biart som beskrevs av Cresson 1878. Megachile sumichrasti ingår i släktet tapetserarbin, och familjen buksamlarbin. Inga underarter finns listade i Catalogue of Life.